# Luana Dametto
Luana Cerezoli Dametto, conhecida como Luana Dametto (Tapejara, 22 de novembro de 1996), é uma musicista e baterista no ramo do metal.
Foi baterista da banda paulista de thrash metal Nervosa e atualmente toca na banda brasileira de death metal Crypta. Foi baterista da banda de death metal Apophizys entre 2012 a 2017.

## Biografia
Luana começou a se dedicar à música e a aprender bateria aos 12 anos. Começou apenas como um hobbie, até quando mais tarde descobriu o heavy metal e decidiu seguir no meio musical.
Aos 16 anos, ingressou na sua primeira banda em Passo Fundo, chamada Apophizys, onde descobriu sua paixão e preferência pelo death metal, e também fez sua primeira apresentação ao vivo. Com o Apophizys, ela lançou seu primeiro álbum em 2015, chamado “Into the Chaos”.
Em 2016, ela trabalhou como baterista de estúdio pra uma banda de black metal de sua região, chamada Isfet, gravando o EP “Souls Dragged into the Abyss of Torment”.
Estudou Design Gráfico na Universidade de Passo Fundo, afim de construir uma carreira nesse ramo, enquanto ainda trabalhava como musicista em seu tempo livre, chegou a trabalhar fazendo booklets, cartazes e até algumas capas dentro da cena underground, até os 19 anos.
Então, no final de 2016, ela foi convidada a se juntar a banda paulista de thrash metal Nervosa, onde gravou o terceiro álbum da banda, “Downfall of Mankind”, e o single “Freakshow”. Neste período foi onde ganhou maior notoriedade, fazendo tours internacionais, tocando em grandes festivais e fazendo da música sua profissão
Aos 23 anos, em 2020, ela deixou a banda e começou a se concentrar apenas em seu novo projeto musical com sua parceria de banda e também ex-integrante da Nervosa, Fernanda Lira. A nova banda se chama Crypta, foca no death metal e conta atualmente com a presença das guitarristas Helena Nagagata, substituindo Jéssica di Falchi (ex-Iron Ladies), que saiu do grupo, e Tainá Bergamaschi (ex-Hagbard). A banda ganhou rápida notoriedade e está atualmente trabalhando com a gravadora Napalm Records.

## Bandas
Baterista nas respectivas bandas e seu período de atividade: 
Apophizys (2012-2017); Nervosa (2016-2020); Crypta (2020-atualmente) 

## Discografia
- Demo Rehearsal, Apophizys (Demo, 2013)
- Into the Chaos, Apophizys (Álbum, 2015)
- Souls Dragged into the Abyss of Torment, Isfet (EP, 2016)
- Downfall of Mankind, Nervosa (Álbum, 2018)
- Freakshow, Nervosa (Single, 2019)
- Starvation, Crypta (Single, 2021)
- Echoes of the Soul, Crypta (Álbum, 2021)
- I Resign, Crypta (Single, 2022)
- Shades of Sorrow, Crypta (Álbum, 2023)

## Videoclipes
- Kill the Silence, Nervosa (2018)
- Raise Your Fist!, Nervosa (2019)
- From the Ashes, Crypta (2021)
- Starvation, Crypta (2021)
- Dark Night of the Soul, Crypta (2021)
- I Resign, Crypta (2022)
- Lord of Ruins, Crypta (2023)
- Trial of Traitors, Crypta (2023)
- The Other Side of Anger (2023)